# María José (telenovela de 1995)
María José es una telenovela mexicana producida por Juan Osorio y transmitida por El Canal de las Estrellas de Televisa en 1995. 
Es versión de la telenovela Bianca Vidal del año 1982. 
Fue protagonizada por Claudia Ramírez y Arturo Peniche, con las participaciones antagónicas de Ana Patricia Rojo, Alejandro Aragón y la primera actriz Saby Kamalich  y con las actuaciones estelares de los primeros actores Ernesto Gómez Cruz, María Victoria, Rogelio Guerra y Beatriz Aguirre. Es una historia original de Inés Rodena y la adaptación libre estuvo a cargo de Gabriela Ortigoza.

## Sinopsis
María José es una bella y humilde joven que ha tenido que trabajar realizando labores domésticas. Su padre Serafín está muy enfermo, y su madre Rosario falleció tiempo atrás. Carlos Alberto es el hijo único de Raúl Almazán y Piedad y siempre ha sido un hijo consentido.
María José y Carlos Alberto se conocen accidentalmente y más tarde se reencuentran en la Universidad Pedagógica donde ella estudia y él imparte clases. Sin embargo, su amistad se torna bastante hostil. Posteriormente, en su vecindad, María José tiene un enfrentamiento con Imperia, novia de Carlos Alberto.
Pasado algún tiempo, se desata una serie de hechos que llevarán a Carlos Alberto a descubrir que esa alumna a quien tanto ha rechazado despierta en él un sentimiento especial. Serafín confiesa a María José que no es su verdadero padre, mientras tanto, Raúl Almazán se entera de que tiene una hija. Esta confesión se la hizo su padre, Rodrigo, antes de morir, haciéndole prometer que la buscaría.
María José y Carlos Alberto planean casarse, pero el día de su boda se encuentran a Raúl y Serafín y le confiesan a la joven que ella es hija de Raúl e impiden la boda. Imperia toma ventaja de esta situación y trata de conquistar nuevamente a Carlos Alberto hasta casarse con él.
Más adelante, Raúl se entera de que Carlos Alberto no es realmente su hijo, pero al saberlo, Carlos Alberto lucha por recuperar el amor de María José, pero quién sabe si el destino quiera concederles una segunda oportunidad.

## Elenco
- Claudia Ramírez - María José Reyes
- Arturo Peniche - Carlos Alberto Almazán
- Ana Patricia Rojo - Imperia Campuzano de la Cruz de Almazán
- María Victoria - Pachita
- Ernesto Gómez Cruz - Serafín
- Saby Kamalich - Piedad de Almazán
- Rogelio Guerra - Raúl Almazán
- Beatriz Aguirre - Teresa
- Leonardo Daniel - Octavio Campuzano
- Raquel Morell - Natalia de la Cruz de Campuzano
- Anthony Álvarez - El Tuercas
- Leticia Perdigón - Esther Nájera
- Roberto Ballesteros - Joel
- Charly Valentino - Vivales
- Daniel Zamora - Raúl
- Óscar Morelli - Mauro
- Olivia Collins - Dalila
- Alejandro Aragón - Vicente
- Lili Blanco - Felicia
- Aurora Clavel - Mercedes "Meche"
- Armando Araiza - Mateo
- Héctor Soberón - Darío
- Isabel Martínez "La Tarabilla" - Cleta
- Beatriz Monroy - Zoila
- Claudio Brook - Rodrigo Almazán
- Estela Barona - Rosario
- Guadalupe Bolaños - Norma
- Juan Cid - Tobías
- Montserrat Gallosa - Rosa
- Guillermo de Alvarado "Condorito"
- Simone Brook
- Jesús Carrasco
- Helio Castillos
- Rosángela Balbó
- María Duval
- José Luis Duval
- Azucena Hernández
- Christel Klitbo - Adelita
- Adriana Lavat - Susana Valtierra
- Víctor Nassry
- Claudia Ortega - Tina
- Jorge Pais
- Juan Verduzco - Horacio
- Esteban Franco - Jacinto
- Sergio Neach - Rodrigo
- Maty Huitrón - Dra. Juárez
- Eduardo Cáceres - Saúl
- Juan Antonio Gómez - Dr. Gil
- Marco de Carlo - Dr. Rebolledo
- Luis Guillermo Martell - Felipe
- Nelson Velázquez - Ing. Ruiz
- María José Cadenas - La Bebé
- Roberto Molina - Dr. Molina
- Maickol Segura - El Lombriz
- Janet Pineda - Pilar
- Luis Alberto Arteaga - El Púas
- Ramón Menéndez - Justino
- Alberto Díaz - Juan
- Mónica Pablos - Luisa
- Arturo Delgado - Capitán Martínez
- Carlos González - Detective Esparza
- Mónica Dossetti - Carla
- Mario Carballido - Paco
- Julio Casado - Hugo
- Sergio Morante - Leopoldo
- Germán Blando - León
- Juan Carlos Alcalá - Fernando
- Fernando Castro - Teodoro
- Yolanda Palacios - Aída
- Ramiro Ramírez - El Araña
- Julio Bracho - Agente Ojeda
- María Luisa Coronel - Emma
- Salvador González - Benito José
- Fabiola Campomanes - Linda
- Luisa Acosta - Eugenia
- Carmelina Encinas - Lourdes
- Olivares - Romualdo
- Germán Montalvo - Montalvo
- Enrike Palma
- José Puga
- Lillyan Tapia
- Raúl Valerio
- Angélica Zamora
- Juan de la Loza

## Equipo de producción
- Historia original: Inés Rodena
- Versión libre y adaptación: Gabriela Ortigoza
- Edición literaria: Ricardo Tejeda, Dolores Ortega
- Tema musical: María José
- Letra: Viviana Pimstein
- Intérprete: José Alfredo Obregón
- Música original: Paco Navarrete
- Escenografía: Ricardo Navarrete
- Ambientación: Octavio Altamirano
- Diseño de vestuario: Luz Adriana Llamas, Mónica Aceves Coronado
- Diseño de imagen: Lupelena Goyeneche, Luz Adriana Llamas, Francisco Iglesias, Adriana Poirie Pompa
- Musicalizadores: Saúl Torres, Pablo Noceda
- Edición: Alberto Rodríguez
- Directores de cámaras en locación: Manuel Ruiz Esparza, Pedro Vázquez
- Director de escena en locación: Juan Carlos Muñoz
- Gerentes de producción: Ivonne Rodríguez, Pablo Noceda Pérez, Norma Ruiz Esparza, Gabriela Rodríguez
- Director de cámaras: Ernesto Arreola
- Dirección de escena: Beatriz Sheridan
- Dirección y realización: Antulio Jiménez Pons
- Productor: Juan Osorio
- Fue una producción de: Televisa en MCMXCV

## Otras versiones
- La primera versión en televisión fue la telenovela venezolana Mariana Montiel, producida en 1969 por RCTV, dirigida por Gilberto Pinto y protagonizada por Carmen Julia Álvarez y Eduardo Serrano.
- Televisa ya realizó una versión de esta telenovela titulada Bianca Vidal, producida por Valentín Pimstein entre 1982 y 1983 y protagonizada por Edith González y Salvador Pineda.

## Premios

### Premios ACE
| Año  | Categoría               | Nominado(a)    | Resultado |
| ---- | ----------------------- | -------------- | --------- |
| 1996 | Mejor actor protagónico | Arturo Peniche | Ganador   |

### Premios El Heraldo de México
| Año  | Categoría                 | Nominado(a)    | Resultado |
| ---- | ------------------------- | -------------- | --------- |
| 1996 | Mejor actor en televisión | Arturo Peniche | Ganador   |